# Аниканова, Мария Викторовна
Мария Викторовна Аниканова (род. 20 июня 1973 года, Москва, СССР) — советская и российская актриса.
С 1995 года — артистка театра «Современник».

## Биография
Мария Аниканова родилась в спортивной семье. Её бабушка и дед — конькобежцы Иван и Мария Аникановы; мать, Ирина Люлякова, и тётя — фигуристки. Отец — Виктор Аниканов, врач сборных команд СССР и России по фигурному катанию с 1971 года.
До 16 лет Аниканова занималась танцами на льду, сначала катаясь в группе Татьяны Тарасовой с Самвелом Гезаляном, а позже у Геннадия Аккермана с Петром Чернышёвым. Мастер спорта СССР по фигурному катанию (спортивное звание было присвоено в 16 лет).
Дебют в кино — в возрасте 18 лет в фильме Сергея Соловьёва «Дом под звёздным небом» (1991).
В 1995 году Мария Аниканова окончила театральное училище им. Б. Щукина. С того же года служит в театре «Современник».
Известность актрисе принесли роли в сериалах «Две судьбы—2» и «Всё смешалось в доме». Она также сыграла роль Александры в сериале «Женщина без прошлого».
20 апреля 2014 года указом Президента РФ Марии Аникановой присвоено почётное звание «Заслуженный артист Российской Федерации».

### Семья
Первый муж (1992—1995) — Евгений Платов, двукратный олимпийский чемпион в танцах на льду.
Второй муж (2003—2015) — Андрей Сипин, актёр РАМТа. Дочь Аглая (род. 2010)
Состояла в отношениях с фигуристом Ильей Куликом.

## Творчество

### Роли в театре
- 1996 — «Четыре строчки для дебютантки» Ж. Ануй — Коломба
- 1997 — «Вишнёвый сад» А. П. Чехова — Анна
- 1997 — «Крутой маршрут» Евгения Гинзбург — Екатерина Широкова
- 1997 — «Аномалия» Александра Галина — Жанна Калмыкова
- 1998 — «Звёзды на утреннем небе» Александра Галина — Мария
- 2001 — «Балалайкин и К°» М. Е. Салтыков-Щедрин — Полина
- 2002 — «Селестина» Николая Коляды — Мелибея
- 2019 — "Дюма" Ивана Охлобыстина в постановке Михаила Ефремова — Миледи, Ольга Ярославовна

### Роли в кино
- 1991 — Дом под звёздным небом — Ника, младшая дочь академика Андрея Николаевича Башкирцева, младшая сестра Лизы
- 1992 — Завтра, или Ядерная принцесса (другое название — Завтра. Любовь в запретной зоне) — Майя
- 1995 — Русский проект (ролики «Берегите любовь» и «Сборка») — девушка
- 2000 — Пантера — Мария
- 2001 — Парижский антиквар
- 2001 — Спасатели. Затмение
- 2002 — Кодекс чести
- 2002 — Фаталисты
- 2003 — Дружная семейка — Анастасия
- 2004 — Ключи от бездны — Мария
- 2004 — Холостяки
- 2004 — Ландыш серебристый 2 — Людмила
- 2005 — Охота на изюбря — Вера, любовница Виктора Свинягина («Камаза»)
- 2005 — Две судьбы 2 — Светлана Юсупова, актриса театра «Новая опера»
- 2005 — КГБ в смокинге — Мария
- 2006 — Охота на гения — Тамара Сорокина
- 2006 — Всё смешалось в доме — Светлана Баженова
- 2008 — Судебная колонка — Инга
- 2008 — Жаркий лёд — Анна Берковская, фигуристка
- 2008 — Любовь и смерть Карениной Анны — Кити Щербацкая
- 2008 — Женщина без прошлого — Александра Кузнецова, бизнесвумен
- 2008 — Две судьбы. Новая жизнь — Светлана Юсупова, актриса театра «Новая опера», заслуженная артистка России
- 2008 — Крутой маршрут (телеспектакль) — Екатерина Широкова
- 2009 — Анна Каренина —Екатерина Александровна (Кити) Щербацкая, сестра Долли, позже — жена Лёвина
- 2009 — Ещё один шанс (Россия, Украина) — Полина Черкасова
- 2010 — Гаишники 2  (Россия, Украина) —  Фильм № 10    Дорогая Елена Федоровна!   Елена Фёдоровна Романова, одноклассница Лаврова.
- 2010 — Когда на юг улетят журавли… (Украина) — Ирина Анатольевна Егорова, учительница, жена Алексея, мать Лизы
- 2012 — Лист ожидания — Ирина Аленичева
- 2012 — Куклы — Маргарита
- 2013 — Нюхач — Юлия, бывшая жена «Нюхача»
- 2013 — Мечтать не вредно — Света
- 2013 — Пропавшие без вести — Ирина Васильевна Новак, майор, сотрудник специального отдела по поиску пропавших без вести людей Следственного комитета РФ
- 2014 — Линия Марты — Ольга Александровна Николаева
- 2015 — Нюхач 2 — Юлия, бывшая жена «Нюхача»
- 2017 — Нюхач 3 — Юлия, бывшая жена «Нюхача»
- 2018 — Невозможная женщина — Татьяна Муравьёва
- 2019 — Нюхач 4 — Юлия, бывшая жена «Нюхача»
- 2021 — Тайна Лилит — Марина
- 2022 — Алекс Лютый. Дело Шульца — Нина Ивановна Игнатова